# Tierp-Söderfors församling
Tierp-Söderfors församling är en församling i Upplands norra kontrakt i Uppsala stift i Svenska kyrkan. Församlingen ligger i Tierps kommun i Uppsala län 

## Administrativ historik
Församlingen bildades 2009 genom sammanslagning av Tierps och Söderfors församlingar.

## Kyrkor
- Tierps kyrka
- Söderfors kyrka